# Ruta Provincial 324 (Tucumán)
La Ruta Provincial 324 es una carretera de Tucumán, Argentina, que conecta la ciudad de Famaillá con la vieja traza de la ruta nacional 38 sobre Arcadia. La ruta se encuentra totalmente pavimentada, siendo utilizada además como vía de acceso a la ruta a los valles Calchaquíes tucumanos y de interpueblos para uso agrícola.
En 2015, a raíz de las inundaciones acaecidas en marzo de ese año, se cayeron los puentes de los ríos Caspichango, Los Sosa, Mandolo y Seco. Por esta razón en 2016 se realizaron trabajos de reconstrucción de los puentes y la capa asfáltica entre Arcadia y Sargento Moya. Además se construyeron defensas, desagües y se procedió a encauzar los ríos.

## Localidades
Las localidades por las que pasa son las siguientes:
- Departamento Famaillá: Famaillá, Barrio Casa Rosada e Ingenio Fronterita.

- Departamento Monteros: Teniente Berdina, Caspichango, Santa Lucía, Soldado Maldonado, El Cercado, Capitán Cáceres y Sargento Moya.

- Departamento Chicligasta: Arcadia.